# Pieter Christoffel Wonder
Pieter Christoffel Wonder, né le 10 janvier 1777 à Utrecht et mort le 12 juillet 1852 à Amsterdam, est un peintre, dessinateur et graveur à l'eau-forte néerlandais.

## Biographie
Pieter Christoffel Wonder naît le 10 janvier 1777 à Utrecht,.
Il est en grande partie autodidacte, bien qu'entre 1802 et 1804 il suit des cours à l'académie de Düsseldorf. Lui et Jan Baptist Kobell sont les premiers directeurs de l'École de dessin d'Utrecht, en 1807. Il séjourne à Londres de 1823 à 1831.
Pieter Christoffel Wonder meurt le 12 juillet 1852 à Amsterdam,.

## Œuvres
- Portrait de J. B. Kobell, musée d'Utrecht[4].
- La marchande de harengs, Musée Boijmans Van Beuningen[4].
- Autoportrait, eau-forte[5].
- Le Temps, 1810, musée de l'état à Amsterdam[1]. Frans Grijzenhout décrit l'œuvre comme « une représentation symbolique d'un vieillard nu et ailé dans un style fortement néoclassique »[3].

## Publication
- Après sa mort, en 1853, est publié à Utrecht, la Liste alphabétique des peintres hollandais anciens, rédigée par lui[4].
  - (nl) Pieter Christoffel Wonder et A. Cock, Alphabetische lijst van de geboorte- en sterfjaren der voornaamste oude Nederlandsche kunstschilders en beeldhouwers : om daardoor bij het zien van schilderijen, waarop het jaarmerk geteekend is, dadelijk te kunnen afleiden in welken leeftijd zij door den kunstenaar gemaakt zijn, 1853 (lire en ligne)